# TV na Taba
TV na Taba foi o primeiro programa da televisão brasileira. Foi transmitido ao vivo em 18 de setembro de 1950 pela TV Tupi, de São Paulo.
O programa de variedades, que foi ao ar pouco depois das 21h, em seguida à inauguração da TV Tupi, teve duração de aproximadamente uma hora. A partir do segundo dia de transmissão, o programa passou a ser exibido das 18 às 23 horas, apresentando filmes educativos obtidos em universidades e bibliotecas.
Conduzido pelo apresentador Homero Silva, o programa contou com a participação da poetisa Rosalina Coelho Lisboa Larragolti, que declamou poesias; da bailarina Lia Marques, vestida como indígena, que apresentou um balé estilizado; do comediante Mazzaropi, que fez um número cômico, ensaiando os primeiros passos do seu personagem mais famoso, o Jeca Tatu; e do comunicador Aurélio Campos, que teceu comentários sobre futebol. Também participaram os atores Lima Duarte, Lia de Aguiar e Lolita Rodrigues; os cantores Hebe Camargo, Vadeco, Ivon Cury e Wilma Bentivegna; o jogador Baltazar; e a orquestra de George Henri.
Poucas horas antes do início da transmissão, uma das duas câmeras apresentou problemas técnicos. Segundo a atriz Vida Alves, que estava presente no evento mas decidiu não participar por estar no oitavo mês de gravidez, houve um grande pânico, com risco de que a transmissão fosse cancelada. No entanto, o diretor Cassiano Gabus Mendes decidiu que não haveria cancelamento, e a transmissão foi realizada de improviso com apenas uma câmera.
TV na Taba foi transmitido para duzentos aparelhos de TV espalhados pela capital paulista, adquiridos pelo proprietário da emissora, Assis Chateaubriand. Desses, vinte e dois foram posicionados em vitrines de dezessete lojas no centro da cidade, o que provocou aglomeração de curiosos.